# Амусья, Мирон Янкелевич
Мирон Янкелевич Амусья (18 ноября 1934, Ленинград — 15 сентября 2021, Иерусалим) — советский и израильский физик-теоретик, политический журналист.
Лауреат исследовательской премии А. фон Гумбольдта (1990), избранный член Американского физического общества (1995), почётный ассоциированный член Центра теоретических исследований физических систем Университета Кларк-Атланта (1998), действительный член РАЕН (2002).

## Биография
Родился 18 ноября 1934 года в Ленинграде. Семья его отца, Янкеля Менделевича Амусьи (1906—1991), происходила из Городка Витебской губернии; семья матери, Голды Абрамовны Гуревич (1904—1991) — из Виндавы. Житель блокадного Ленинграда, в 1952 году там же окончил среднюю школу.
В 1958 году окончил Ленинградский ордена Ленина кораблестроительный институт по специальности «автоматическое регулирование судовых силовых установок» и Университет по специальности «теоретическая физика».
С 1958 года работал в Физико-техническом институте им. А. Ф. Иоффе РАН, где с 1995 года — главный научный сотрудник.
В 1972 году защитил докторскую диссертацию по теоретической физике, в 1986 году утверждён в звании профессора.
С 1998 года также профессор, а с 2008 года — эмерит-профессор Института физики имени Джулио Рака Еврейского университета в Иерусалиме (Израиль).
Автор и соавтор 17 книг, более 500 статей в высокорейтинговых физических журналах, включая более 100 обзорных; 450 докладов и выступлений на международных конференциях. Основатель физической школы. В число его учеников входят В. Н. Ефимов (автор эффекта Ефимова), М. Ю. Кучиев, В. К. Иванов, Н. А. Черепков, Л. В. Чернышева, А. В. Соловьёв и др. Всего он руководил 25 кандидатскими диссертациями; двенадцать из кандидатов стали впоследствии докторами наук, профессорами, основателями новых направлений.
Был приглашённым профессором ряда известных в мире научных и образовательных учреждений, среди которых:
- Аргоновская национальная лаборатория (Argonne National Laboratory), США;
- Франкфуртский университет имени Иоганна Вольфганга Гёте, Франкфурт, Германия;
- Имперский колледж, Лондон, Великобритания;
- Орхусский университет, Дания;
- университет Кларк-Атланта, США;
- Национальный автономный университет Мексики, Мексика;
- Национальный исследовательский центр RIKEN, Токио, Япония;
- Университет Париж IV Сорбонна, Франция
- и ряд других.

## Научные интересы
Профессиональные интересы включают:
- теорию поглощения и испускания фотонов атомами, молекулами, фуллеренами и эндоэдралами;
- общую теорию систем многих частиц: атомов, ядер, кластеры, фуллерены, молекулы эндоэдралов, электронного газа и конденсированного вещества;
- исследование эффектов многих тел в атомных и нуклонных столкновениях;
- изучение квантового фазового перехода — так называемой ферми-конденсации (спиновая жидкость)[4].

## Научные результаты
Наиболее значимые научные результаты:
- Развитие и использование приближения случайных фаз с обменом (ПСФО англ. RPAE) в фотоионизации[англ.] атомов и рассеяния электронов, что позволило обнаружить коллективный характер процессов фотоионизации атомов и электрон-атомного рассеяния.
- Предсказание коллективизации мало-электронных оболочек под действием соседних оболочек в атомах, позднее обнаруженной экспериментально.
- Предсказание и исследование нового (атомного или поляризационного) тормозного излучения.
- Предсказание механизма, ведущего к упорядоченному движению электронов и атомов под влиянием поглощения света.

## Научные работы
- Поляризационное тормозное излучение частиц и атомов / М. Я. Амусья, В. М. Буймистров, Б. А. Зон, В. Н. Цытович; Отв. ред. В. Н. Цытович, И. М. Ойрингель; АН СССР, Сиб. отд-ние, Вост.-Сиб. фил. — М.: Наука, 1987. — 334,[1] с.
- Amusia M.Ya. Atomic photoeffect. New York: Plenum Press, 1990. 329 pp.
- Амусья М. Я. Атомный фотоэффект. М.: Наука, 1987. 272 с.

## Награды
Научные награды и почётные звания включают:
- Медаль имени Н. Н. Семёнова за выдающиеся достижения в области инженерных наук, 2018;
- Премию А. Ф. Иоффе «За выдающиеся работы в области физики» Российской академии наук (РАН), 2017;
- медаль и премию им. Я. И. Френкеля Физико-технического института, 2013, РАН;
- медаль РАЕН им. П. Л. Капицы «Автору научного открытия», 2004;
- медаль им. Б. П. Константинова и премию Физико-технического института им. А. Ф. Иоффе, 2001, РАН;
- почётное членство в программном комитете международного семинара по фотоионизации, 1997, 2002;
- избранный член фонда Ямадо, Япония, 1996;
- избранный член стипендиального фонда Леди Дэвис, Еврейский университет, Иерусалим, Израиль (Lady Davis Fellow), Израиль, 1995;
- Избранный иностранный член Аргоновской национальной лаборатории (Fellow of Argonne National Laboratory), США, 1992.

## Общественная деятельность
Член консультативных советов, редакционных групп и оргкомитетов международных встреч и журналов по атомной физике.
Общий список социальных и политических работ включает 1000 статей в бумажных и электронных СМИ, интервью на радио, телевидении, посвящённые в основном событиям вокруг Израиля, общим моральным и этическим проблемам, ситуации в науке и её истории.